# Жуан-Марті Аланіс
Жуан-Марті Аланіс, кат. Joan Martí i Alanis (нар. 29 листопада 1928, Ал-Міла, Альт-Камп, Іспанія — 11 жовтня 2009, Барселона, Іспанія) — іспанський священнослужитель, у 1971—2003 був єпископом Уржельським й одночасно одним із співкнязів Андорри разом із президентом Франції.
У 1939—1951 роках навчався в семінарії у Таррагоні. Після вступу у священний сан 17 червня 1951 упродовж трьох років продовжував освіту в Саламанці. Потім він брав участь в освітніх закладах в Таррагоні. 25 листопада 1970 року його було призначено єпископом Урхельським і вступив в управління єпархією 31 січня 1971 року. Також у 1975—1977 він управляв Сулсонським єпископством. Марті Аланіс прагнув модернізувати єпархію. Як князь Андорри він сприяв прийняттю її конституції у 1993 році і разом з Франсуа Міттераном підписав її. У 1989 році Марті Аланіс увійшов до складу Папської ради з масових комунікацій. Того самого року він отримав від уряду Іспанії Великий хрест ордену Ізабелли Католицької. У 2003 році Марті Аланіс пішов з посту єпископа через похилий вік і став почесним архієпископом.